# Spółgłoska iniektywna
Spółgłoska iniektywna – jest to zwykle spółgłoska dźwięczna, zwarta, w której powietrze nie jest wydychane, lecz zasysane gwałtownym ruchem krtani ku dołowi, co daje jej w efekcie charakterystyczne „głuche” brzmienie, inne jednak niż w przypadku spółgłosek faryngalnych. Spółgłoski iniektywne występują w wielu językach afrykańskich (np. hausa, khoisan), niektórych językach austronezyjskich i indiańskich (np. maja), a wśród języków indoeuropejskich w języku sindhi. Bezdźwięcznym odpowiednikiem spółgłoski iniektywnej jest zazwyczaj spółgłoska ejektywna.
Sporadycznie spotykane są iniektywne spółgłoski bezdźwięczne ewentualnie dźwięczne szczelinowe (w językach środkowosudańskich) czy zwarto-szczelinowe (w niektórych językach buszmeńskich).

## Przykłady
- spółgłoska iniektywna dwuwargowa dźwięczna
- spółgłoska iniektywna dziąsłowa dźwięczna
- spółgłoska iniektywna podniebienna dźwięczna
- spółgłoska iniektywna miękkopodniebienna dźwięczna
- spółgłoska iniektywna języczkowa dźwięczna